# Hisako Koyama

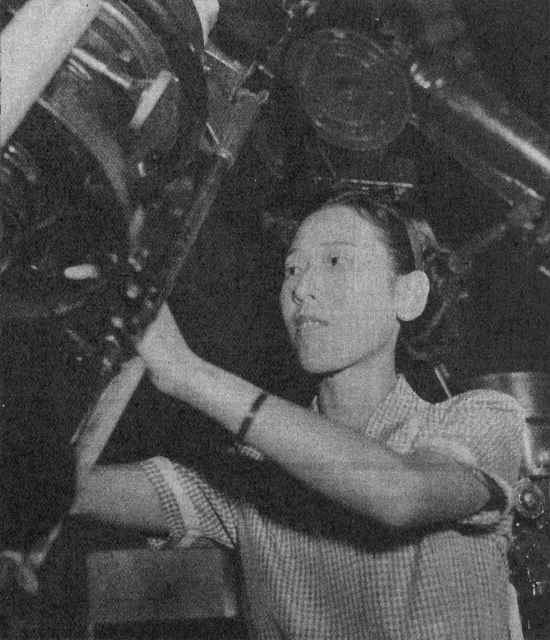
Hisako Koyama, 1951

Hisako Koyama (japanisch 小山 ひさ子, geb. 1916 in Tokio, Japan; gest. 6. April 1997) war eine japanische Sonnenbeobachterin, deren jahrzehntelange Sammlung detaillierter Sonnenfleckenskizzen dazu beitrug, eine kontinuierliche Sonnenfleckenaufzeichnung zu rekonstruieren, die bis ins Jahr 1610 zurückreicht. Koyama arbeitete mehr als 40 Jahre lang als Mitarbeiterin des Nationalmuseums der Naturwissenschaften in Tokio und fertigte im Laufe ihres Lebens mehr als 10.000 Sonnenskizzen an. 1986 wurde sie mit dem Preis der Oriental Astronomical Association (OAA) zur Förderung der akademischen Forschung ausgezeichnet.

## Jugend
Schon als Kind interessierte sich Koyama für Astronomie und Weltraumbeobachtungen. Bevor sie ihre Karriere als mitarbeitende Beobachterin begann, las Koyama Bücher über Astronomie und ging mit Sternkarten auf Sternenbeobachtung. Während des Zweiten Weltkriegs nutzte sie stadtweite Verdunkelungen als Gelegenheit, einen Futon in ihrem Garten aufzustellen und Himmelsbeobachtungen zu machen. Inspiriert von einem Besuch im Tonichi-Planetarium in Yuraku-cho in Tokio, baute Koyama ein eigenes kleines Teleskop.

## Ausbildung und Karriere
Koyama machte in den 1930er Jahren ihren Abschluss an einer reinen Mädchenschule in Tokio. „Damit erreichte sie ein Bildungsniveau, von dem viele Mädchen damals nur träumen konnten“, heißt es in einem Kommentar, der in der Zeitschrift Space Weather veröffentlicht wurde.
Nachdem sie von ihrem Vater ein 36 mm × 60 Refraktor-Teleskop erhalten hatte, begann Koyama mit der Beobachtung von Sonnenflecken. 1944 reichte sie ihre erste Sonnenfleckenskizze bei Issei Yamamoto, Professor für Astronomie an der Universität Kyoto, ein, der zu dieser Zeit Präsident der OAA Solar Fakultät war. Unter Yamamotos Anleitung begann Koyama, halbjährliche Sonnenfleckenskizzen mit einer Technik anzufertigen, die „abgeschwächte Direktsicht“ genannt wird. Bei dieser Methode werden die Bilder eines montierten Teleskops auf ein Blatt Papier projiziert, woraufhin Koyama sichtbare Sonnenmerkmale skizziert und andere bemerkenswerte Beobachtungsinformationen dokumentiert.
1946 begann Koyama als professionelle Mitarbeiterin am Nationalmuseum für Naturwissenschaften in Tokio zu arbeiten, das damals noch Tokyo Science Museum hieß. 1981 ging sie offiziell in den Ruhestand, arbeitete aber noch 10 Jahre lang als Mitarbeiterin des Museums weiter. Von 1947 bis 1984 dokumentierte Koyama mehr als 8.000 Sonnenfleckengruppen, die sie 1985 in einer Monografie veröffentlichte. Ihre Original-Sonnenfleckenskizzen werden im Nationalmuseum für Naturwissenschaften in Tokio aufbewahrt.

## Vermächtnis
Im Jahr 2014 nutzte ein internationales Team von Forscher Koyamas Sonnenfleckenaufzeichnungen, um eine fast 400-jährige Geschichte der Sonnenfleckenaktivität zu rekonstruieren, die von den 1610er Jahren bis in die frühen 2000er Jahre reicht. Das Projekt stützte sich auch auf Skizzen von Galileo Galilei, Pierre Gassendi, Johann Caspar Staudacher, Heinrich Schwabe und Rudolf Wolf. Da Koyamas Skizzen mit demselben 20-cm-Refraktor und derselben Beobachtungsmethode erstellt wurden, konnten die Forscher ihre Beobachtungen als Grundlage für die Kalibrierung von Teilen der Sonnenfleckenaufzeichnungen verwenden.
Der Asteroid (3383) Koyama ist nach Hisako Koyama benannt.

## Veröffentlichungen (Auswahl)
- H. Koyama: 35 years with the 20 cm telescope. In: Natural Science and Museums. Band 48, Nr. 3, 1981, S. 111–116
- H. Koyama: Observations of Sunspots 1947–1984. Kawade Shobo Shinsha Publishers, Tokyo 1985.